# Лизи Веласкез
Елизабет Ен Веласкез (рођена 13. марта 1989) је америчка мотивациона говорница, активисткиња, ауторка и јутјуберка. Рођена је са изузетно ретком урођеном болешћу званом синдром марфаноид–прогероид–липодистрофија која је, између осталих симптома, спречава да акумулира телесну масноћу и добије на тежини. Њени услови су резултирали малтретирањем током њеног детињства. Током тинејџерских година, суочила се са малтретирањем путем интернета, што ју је на крају инспирисало да се посвети мотивационом говору.

## Детињство
Веласкез је студирала на Државном универзитету Тексаса  до краја 2012. године, смер комуникологије. Она је римокатолкиња и о својој вери је рекла: „То је била моја заштита кроз све тегобе, сама чињеница да сам имала времена да будем сама, помолим се и разговарам са Богом и знам да је Он ту за мене.“

## Здраствено стање
Стање Веласкезове је веома редак, претходно недијагностицирани генетски поремећај. Њено стање има сличности са многим другим стањима, посебно са прогеријом. Медицински истраживачи са Југозападног медицинског центра Универзитета у Тексасу раније су спекулисали да би то могао бити облик неонаталног прогероидног синдрома (НПС), који не утиче на Веласкезове здраве кости, органе и зубе.
Веласкез медицински не може да се угоји, што је обележје њеног ретког поремећаја. Никада није имала више од 29 килограма, и наводно има скоро 0% телесне масти. Штавише, од ње се захтева да једе много малих оброка и грицкалица током дана, у просеку између 5.000 и 8.000 калорија дневно. Поред тога, слепа је на десно око, које је почело да се замагли када је имала четири године, и слабовида је на лево око.
Око 2015. године откривено је да Веласкез и друга жена по имену Еби Соломон, са сличном, али мање тешком варијантом стања, имају мутације у гену ФБН1, који кодира протеин новог хормона аспрозина, и да ова мутација доводи до недостатка аспрозина и утиче на њихово стање. Стање се посебно назива синдром Марфаноид-прогероид-липодистрофије или једноставно Марфанов синдром липодистрофије.